# Asplundia neblinae
Asplundia neblinae är en enhjärtbladig växtart som beskrevs av Gunnar Wilhelm Harling. Asplundia neblinae ingår i släktet Asplundia och familjen Cyclanthaceae. Inga underarter finns listade.